# Al Mayadeen
Al Mayadeen (arabisch: الميادين, DMG  al-Mayādīn, englisch Al Mayadeen geschrieben, deutsch auch Al-Mayadeen) ist ein panarabischer Nachrichtensender, der am 11. Juni 2012 aus dem Libanon das erste Mal ausgestrahlt wurde. Der Nachrichtensender beabsichtigt die Reduzierung des Einflusses der populären arabischen Nachrichtensender Al Jazeera und Al Arabiya, beide Nachrichtensender wurden von arabischen Golfstaaten gegründet.
Ghassan bin Jiddo ist der Direktor des Senders. Er war der Direktor Al Jazeeras im Iran sowie in Beirut und leitete eine populäre Talkshow. Er verließ den von Katar finanzierten Sender Al Jazeera im Jahre 2011 aufgrund der Berichterstattung des Senders über den Konflikt in Syrien. Al Mayadeen vertritt die Sichtweise der Hisbollah, Irans und der Syrischen Regierung.
Der Nachrichtensender besitzt ein Netzwerk von Journalisten in den palästinensischen Gebieten in Gaza, Ramallah und Jerusalem.